# Кастаньос (муниципалитет)
Кастаньос (исп. Castaños) — муниципалитет в Мексике, штат Коауила, с административным центром в одноимённом городе. Численность населения, по данным переписи 2020 года, составила 29 128 человек.

## Общие сведения
Название Castaños дано в честь исследователя Гаспара Кастаньоса де Сосы, открывшего большую часть территории Коауилы.
Площадь муниципалитета равна 3343 км², что составляет 2,21 % от площади штата, а наивысшая точка — 1258 метров, расположена в поселении Валье-Бокаточе.
Он граничит с другими муниципалитетами штата Коауилы: на севере с Сакраменто, Фронтерой и Монкловой, на северо-востоке с Канделой, на юге с Рамос-Ариспе, на западе с Куатро-Сьенегасом, а на востоке с другим штатом Мексики — Нуэво-Леоном.

## Учреждение и состав
Муниципалитет был образован 25 января 1916 года, в его состав входит 89 населённых пунктов, самые крупные из которых:
| Код INEGI                  | Населённый пункт                                                                    | Численность населения (2005 год) | Численность населения (2010 год) | Численность населения (2020 год) |
| -------------------------- | ----------------------------------------------------------------------------------- | -------------------------------- | -------------------------------- | -------------------------------- |
| 006                        | Всего                                                                               | 23871                            | 25892                            | 29128                            |
| 0001                       | Кастаньос (исп. Castaños) 26°47′07″ с. ш. 101°25′50″ з. д. (административный центр) | 21256                            | 23649                            | 27314                            |
| 0071                       | Соледад (исп. Soledad) 26°45′11″ с. ш. 101°36′45″ з. д.                             | 434                              | 364                              | 321                              |
| 0018                       | Долорес (исп. Dolores) 26°22′22″ с. ш. 101°25′41″ з. д.                             | 307                              | 291                              | 224                              |
| 0039                       | Пало-Бланко (исп. Palo Blanco) 26°45′59″ с. ш. 101°30′02″ з. д.                     | 177                              | 207                              | 185                              |
| 0045                       | Преса-Родригес (исп. Presa Rodríguez) 26°36′21″ с. ш. 101°11′04″ з. д.              | 171                              | 139                              | 130                              |
| —                          | Прочие                                                                              | 1526                             | 1242                             | 954                              |
| Названия на карте Генштаба |                                                                                     |                                  |                                  |                                  |

## Экономическая деятельность
По статистическим данным 2000 года, работоспособное население занято по секторам экономики в следующих пропорциях:
- сельское хозяйство, скотоводство и рыбная ловля — 10,1 %;
- промышленность и строительство — 45,2 %;
- торговля, сферы услуг и туризма — 40,5 %;
- безработные — 4,2 %.

## Инфраструктура
По статистическим данным 2010 года, инфраструктура развита следующим образом:
- электрификация: 98,8 %;
- водоснабжение: 94,3 %;
- водоотведение: 81,5 %.